# Volker Kispert
Volker Kispert (* 25. August 1961 in Mosbach) ist ein ehemaliger deutscher Fußballspieler. Der Abwehrspieler ging aus der Jugend des SV Waldhof Mannheim hervor. 

## Vereine
Volker Kispert begann seine Fußball-Karriere als 10-Jähriger in der Jugend des FC Freya Limbach im Odenwald. Dort spielte er bis 1978 und wechselte dann in die A-Jugend des SV Waldhof Mannheim. Er wurde hier Jugendnationalspieler und absolvierte drei Jugendländerspiele. 1980 gewann er mit der A-Jugend die deutsche Meisterschaft. Im selben Jahr gelang ihm der Sprung in den Profikader der Mannheimer, die in der 2. Fußball-Bundesliga spielten. Er absolvierte insgesamt 22 Zweitligaspiele für die Blau-Schwarzen. Kispert gehörte zum Aufstiegskader von 1983. Als Tabellenerster gelang dem SV Waldhof Mannheim der Aufstieg in die 1. Fußball-Bundesliga. Kispert wechselte zum SV Darmstadt 98. Für Darmstadt spielte er bis 1990. Er kam in 196 Zweitliga-Spielen zum Einsatz und erzielte insgesamt neun Tore. Die weiteren Stationen von Kispert waren die TSG Pfeddersheim, der SV Mörlenbach und der VfR Bürstadt.

## Trainer
Der ehemalige Bundesliga-Profi trainierte nach seinem Karriereende den TSG Pfeddersheim.

## Privates
Volker Kispert studierte in seiner Zeit als Profi parallel zum Fußball. Er absolvierte ein Architekturstudium in Darmstadt und ein BWL-Studium in Ludwigshafen (jeweils mit Abschluss). Volker Kispert ist heute Geschäftsführer der Pronovus GmbH, einem Finanzdienstleistungsunternehmen aus Ludwigshafen.

## Erfolge
- 1980: Deutscher Meister mit der A Jugend des SV Waldhof Mannheim
- 1983: Aufstieg in die 1. Fußball-Bundesliga mit dem SV Waldhof Mannheim